# Bencini (cocktail)
Il Bencini (pronuncia "bençini") è un cocktail, simile al Negroni, ma con rum bianco che sostituisce il gin.

## Ingredienti
- Ghiaccio
- 1/3 di rum bianco
- 1/3 di Bitter Campari
- 1/3 di Martini Rosso
- Mezza fetta di arancia

## Procedimento
Mettere 4-5 cubetti di ghiaccio nel bicchiere (ideale il tumbler medio) e aggiungere gli altri ingredienti. Mescolare e decorare con la mezza fetta d'arancia.